# Eremogryllodes monodi
Eremogryllodes monodi är en insektsart som beskrevs av Lucien Chopard 1929. Eremogryllodes monodi ingår i släktet Eremogryllodes och familjen Myrmecophilidae. Inga underarter finns listade i Catalogue of Life.